# Abbaye Sainte-Marie de Winchester
L'abbaye Sainte-Marie de Winchester ou Nunnaminster est une ancienne abbaye bénédictine située à Winchester, en Angleterre.

## Histoire
Le Nunnaminster est fondé entre 899 et 902 par Ealhswith, la veuve du roi Alfred le Grand. Leur fils Édouard l'Ancien finance en partie sa construction. L'une de ses nombreuses filles, Eadburh, y est religieuse.
Dans les années 960, le couvent est fondé à nouveau par l'évêque de Winchester Æthelwold, l'un des meneurs de la réforme bénédictine, qui y impose la règle de saint Benoît. Il fait reconstruire l'église du couvent et promeut le culte d'Eadburh.
Le monastère est reconstruit après la conquête normande de l'Angleterre, peut-être à la suite du siège de Winchester, en 1141. Il disparaît en novembre 1539, dans le cadre de la dissolution des monastères ordonnée par le roi Henri VIII.